# Kantano Habimana
Kantano Habimana, conocido comúnmente como Kantano (República Democrática del Congo, fallecido en año desconocido), fue un periodista ruandés, y principal presentador (animateur) de la estación radial Radio Télévision Libre des Mille Collines (RTLM), el cual desempeñó un rol importante en provocar el Genocidio de Ruanda. Al igual que otras emisoras de la estación, Habimana incitaba al odio, la violencia y persecución de civiles tutsis y hutus moderados (es decir, aquellos hutus que se negaban a asesinar tutsis) en el aire.
Habimana es usualmente visto como el animateur más famoso de la RTLM, y el animador que más tiempo permaneció en el aire. Sus segmentos llegaron a cubrir aproximadamente el 33% de las transmisiones de la estación. Habimana (y la RTLM) fueron conocidos por visitar barricadas en vivo, y por entrevistar a miembros de la Interahamwe para interactuar con sus oyentes de primera mano. De forma rutinaria, Habimana anunciaba el paradero exacto, nombres y números de placa de licencia de presuntos cómplices del Frente Patriótico Ruandés cómplices, incitando a la violencia selectiva y amenazando de muerte a estos individuos por grupos paramilitares como la Impuzamugambi y la Interahamwe. Como modo de ejemplo del nivel de violencia que incitaba Habimana está el siguiente comentario realizado en una transmisión en vivo:

Y ustedes que viven (...) cerca de Rugunda (...) salgan. Pueden ver aquellas chozas de paja de las cucarachas (inkotanyi) en el pantano (...) Pienso que aquellos que poseen armas deberían ir de inmediato hacia donde esas cucarachas (...) rodearlas y matarlas...
Kantano Habimana en la RTLM, 12 de abril de 1994.

En una audiencia judicial previa al genocidio, realizado el 15 de marzo de 1994, por la ''incitación de ciudadano unos contra otros'', Habimana describió a los presentadores de la RTLM como ''peces pequeños'', en comparación con los ejecutivos de la estación radial como el político Ferdinand Nahimana.
Se dice que Habimana había fallecido previo a 2002, en la República Democrática de Congo, a causa de padecer SIDA.